# Relais 4 × 400 mètres masculin aux championnats du monde d'athlétisme 1999
Navigation
Athènes 1997 Edmonton 2001
L'épreuve du relais 4 × 400 mètres masculin des championnats du monde d'athlétisme 1999 s'est déroulée les 28 et 29 août 1999 au Stade olympique de Séville, en Espagne. Elle est remportée par l'équipe de Pologne (Tomasz Czubak, Robert Mackowiak, Jacek Bocian et Piotr Haczek). L'équipe des États-Unis, initialement vainqueur de l'épreuve, est disqualifiée en 2008 à la suite des aveux de dopage d'Antonio Pettigrew.

## Résultats

### Finale
| Rang               | Pays           | Athlètes                                                               | Temps         | Notes |
| ------------------ | -------------- | ---------------------------------------------------------------------- | ------------- | ----- |
| Médaille d'or      | Pologne        | Tomasz Czubak Robert Mackowiak Jacek Bocian Piotr Haczek               | 2 min 58 s 91 | SB    |
| Médaille d'argent  | Jamaïque       | Michael McDonald Gregory Haughton Danny McFarlane Davian Clarke        | 2 min 59 s 34 |       |
| Médaille de bronze | Afrique du Sud | Jopie van Oudtshoorn Hendrik Mokganyetsi Adriaan Botha Arnaud Malherbe | 3 min 00 s 20 | NR    |
| 4                  | France         | Pierre-Marie Hilaire Marc Foucan Marc Raquil Fred Mango                | 3 min 00 s 59 | SB    |
| 5                  | Russie         | Daniil Schekin Andrei Semenov Valentin Kulbatskiy Dmitriy Golovastov   | 3 min 00 s 98 | SB    |
| 6                  | Bahamas        | Timothy Munnings Troy McIntosh Carl Oliver Chris Brown                 | 3 min 02 s 74 |       |
| 7                  | Sénégal        | Ousmane Niang Assane Diallo Ibou Faye Ibrahima Wade                    | 3 min 03 s 80 |       |
| —                  | États-Unis     | Jerome Davis Antonio Pettigrew Angelo Taylor Michael Johnson           | DQ            |       |

## Légende
Records et Performances
- AR : Record continental (area record)
- CR : Record des championnats (championship record)
- MR : Record du meeting (meet record)
- NR : Record national (national record)
- OR : Record olympique (olympic record)
- PR : Record paralympique (paralympic record)
- PB : Record personnel (personal best)
- SB : Meilleure performance personnelle de la saison (season's best)
- WL : Meilleure performance mondiale de l'année (world leader)
- WJR : Record du monde junior (world junior record)
- WR : Record du monde (world record)

Circonstances et Conditions
- DNF : N'a pas terminé (did not finish)
- DNS : N'a pas pris le départ (did not start)
- DQ : Disqualification (disqualification)
- NM : Aucun essai valable enregistré (No Mark)
- Q : Qualifié « directement » au prochain tour (ou à la prochaine compétition), lors d'une compétition majeure, grâce au classement ou à la réalisation des minima (automatic qualifier)
- q : Qualifié au prochain tour (ou à la prochaine compétition), lors d'une compétition majeure, grâce au repêchage ou à la réalisation de l'une des meilleures performances parmi celles des « non qualifiés directement » (grâce au meilleur temps ou à la meilleure distance par exemple) (secondary qualifier)